# Konrad III. (Rietberg)
Graf Konrad III. von Rietberg († 1. Mai 1365) war von 1347 bis 1365 Graf von Rietberg.
Konrad III. wurde als Sohn von Otto I. und dessen Frau Adelheidis von Hallermund geboren. Nach dem Tod seines Vaters übernahm er die Herrschaft der Grafschaft. Er starb am 1. Mai 1365 und wurde im Kloster Marienfeld beigesetzt.
Auf dem gemeinsamen Grabstein mit seiner Frau stand:
Anno Dni MCCCLXV Kal. Maii obiit
Conradus comes de Retberg.
Item anno Dni. MCCC(LVIII) obiit
Ermilwildis nata Ripenscheide, comitissa in Retberg
In deutscher Übersetzung:
Im Jahre des Herrn 1365, am 1. Mai, starb
Konrad Graf von Rietberg.
Im Jahre des Herrn 13(48) starb
Ermilwild, geb. Riepenscheid, Gräfin in Rietberg.

## Ehe und Nachkommen
Konrad III. heiratete vor 1352 Ermeswint von Reifferscheid. Zusammen hatten sie drei Kinder:
- Otto II. († 18. Juli 1389), Graf 1365–1389
- Konrad († 1426/27), Domherr zu Paderborn, wird am 3. September 1426 als Dechant des Kölner Doms bezeichnet[1]
- Johann, erwähnt 1359–1364